# Marco Rossi (Fußballspieler, 1987)
Marco Rossi (* 30. September 1987 in Parma) ist ein italienischer Fußballspieler, der bis August 2012 beim AC Cesena spielte.
Rossi wurde durch das Sportgericht des italienischen Fußballverbandes vom 3. August 2012 bis Anfang April 2014 gesperrt.